# Corethrella maculata
Corethrella maculata är en tvåvingeart som beskrevs av John Lane 1939. Corethrella maculata ingår i släktet Corethrella och familjen Corethrellidae. Inga underarter finns listade i Catalogue of Life.